# Garibald I
Garibald I – książę Bawarii od ok. 555/560 do ok. 590.

## Życiorys
Garibald pochodził z prawdopodobnie frankijskiego rodu Agilolfingów. Ok. 555 pojawił się w źródłach jako książę Bawarii. Jego żoną została Wuldetrata, córka władcy longobardzkiego Wacho. Była ona wcześniej żoną frankijskiego króla z Austrazji, Teudebalda, po którego śmierci w 555 być może poślubiła jego następcę Chlotara I. Związek ten po krótkim czasie został rozwiązany z powodu bliskiego pokrewieństwa Chlotara z byłym małżonkiem i Wuldetrada poślubiła Garibalda.
Córką Garibalda i Wuldetrady była Teodolinda, która początkowo była zaręczona z królem frankijskim Childebertem II, ale ostatecznie w 589 została żoną króla Longobardów Autarisa, a po jego śmierci poślubiła jego następcę Agilulfa. Miała doprowadzić do przyjęcia chrześcijaństwa przez swego ojca. Także rodzeństwo Teodolindy zostało związane z Longobardami: jej siostra poślubiła longobardzkiego księcia Ewina z Trydentu, jej brat Gundoald został księciem Asti. Syn Gundoalda, Aripert I zapoczątkował później nową dynastię królewską Longobardów. Z powodu bliskich kontaktów z Longobardami Garibald popadł w konflikt z królami frankijskimi, a według późnych źródeł o wątpliwej wiarygodności miał zostać wygnany przez króla Childeberta II. Ok. 591 księciem Bawarii został krewny Garibalda, Tassilo I.